# 베를린 노이쾰른역
베를린 노이쾰른역(독일어: Bahnhof Berlin-Neukölln)역은 베를린 노이쾰른구 노이쾰른에 있는 베를린 순환선 및 베를린 U7의 철도역이다. 노이쾰른 북동쪽의 카를마르크스슈트라세(Karl-Marx-Straße)와 잘레슈트라세(Saalestraße)의 교차점에 역이 설치되어 있다. 순환선 지상역에는 화물역이 포함되어 있다. 개업 당시에는 릭스도르프(Rixdorf)역으로 불렸고, 역사의 보존된 부분에서 흔적을 찾아볼 수 있다.

## 순환선
1871년 11월 15일 베를린 순환선의 모아비트-바이센제-쇠네베르크 구간이 영업을 시작했다. 여객 영업이 시작되면서 당시의 릭스도르프에도 역이 설치되었고, 1912년에 릭스도르프가 노이쾰른으로 개칭되었다. 니더슐레지엔-마르크 철도회사의 교통량 때문에 1887년부터 1896년까지 순환선이 복복선화되었고, 1890년 이 역 일대에가 복복선화되었다. 루도 방면으로 향하는 카를마르크스슈트라세(당시의 베르크슈트라세)를 교량으로 통과했다. 이후에 노란색으로 외부를 마감한 대합실이 설치되었다.
당시 릭스도르프에서는 노점, 매춘, 도둑질이 성행했기 때문에 릭스도르프라는 이름 자체에 부정적인 인식이 있었다. 당시의 시장이었던 헤르만 보딘(Hermann Boddin)에 의해서 1912년 노이쾰른으로 이름이 변경되었다. 1912년 3월 15일 순환선 철도역의 이름이 노이쾰른역(Bahnhof Neukölln)으로 변경되었고, 1920년에는 베를린에 편입되었다.

### S반
1927년-1928년 순환선 선로가 전철화되면서 1928년 11월 6일부터 전동차가 정차하기 시작했고, 1929년에 근교선이 완전히 전동차로 대체되었다. 도시 철도가 이 역으로 연장되면서 도이체 라이히스반과 베를린시에서는 공동 대합실 건물을 사용하기로 결정했다. 알프레드 그레난데르가 해당 건물을 설계했으며, 신즉물주의 사조로 디자인되었다. 붉은 갈색 벽돌로 외부를 마감했고, 출구는 베르크슈트라세(현재의 카를마르크스슈트라세)와 잘레슈트라세 방면으로 개설되었다.
제2차 세계 대전 이후 1945년 초에 운영이 중단되었다가 1945년 6월 18일에 전동차 운행이 복구되었다. 1961년 베를린 장벽 건설로 인해서 이 역은 조넨알레/쾰니셰 하이데역으로 진입하기 전의 마지막 역이 되었다. 서베를린 S반을 동독에서 운영하면서 S반 보이콧이 진행되었고, 그 결과 승객 수가 빠르게 감소했다. 1980년 독일국영철도 파업으로 인하여 서베를린 S반 운영이 중단되었다.
서베를린 BVG가 운영권을 넘겨받은 이후 베스트엔트-조넨알레/쾰니셰 하이데간 순환선 운행을 복구할 계획이 있었다. 독일의 재통일로 인하여 순환선 완전 복구가 결정되었고, 1990년에 복구 및 개보수 공사가 시작되었다. 이에 따라서 바움슐렌베크 방면 공사가 진행됨에 따라서 베스트엔트-쾰니셰 하이데 구간 운행도 1993년으로 연기되었다. 1930년대에 건설된 대합실의 개보수 공사, 서쪽으로의 승강장 연장에 따른 승강장 천장 재건축, 엘리베이터 설치 등이 진행되었다. 1993년 12월 17일 바움슐렌베크-베스트엔트 구간 운행으로 S반 운행이 복구되었다.
이후 S반 이용객 수가 계속 증가했다. 1997년 12월 18일부터는 순환선 열차가 트레프토어 파르크역으로 다시 진입하기 시작했고, 2002년 6월 15일까지 순환선 구간이 단계적으로 복구되었다.

### 화물역

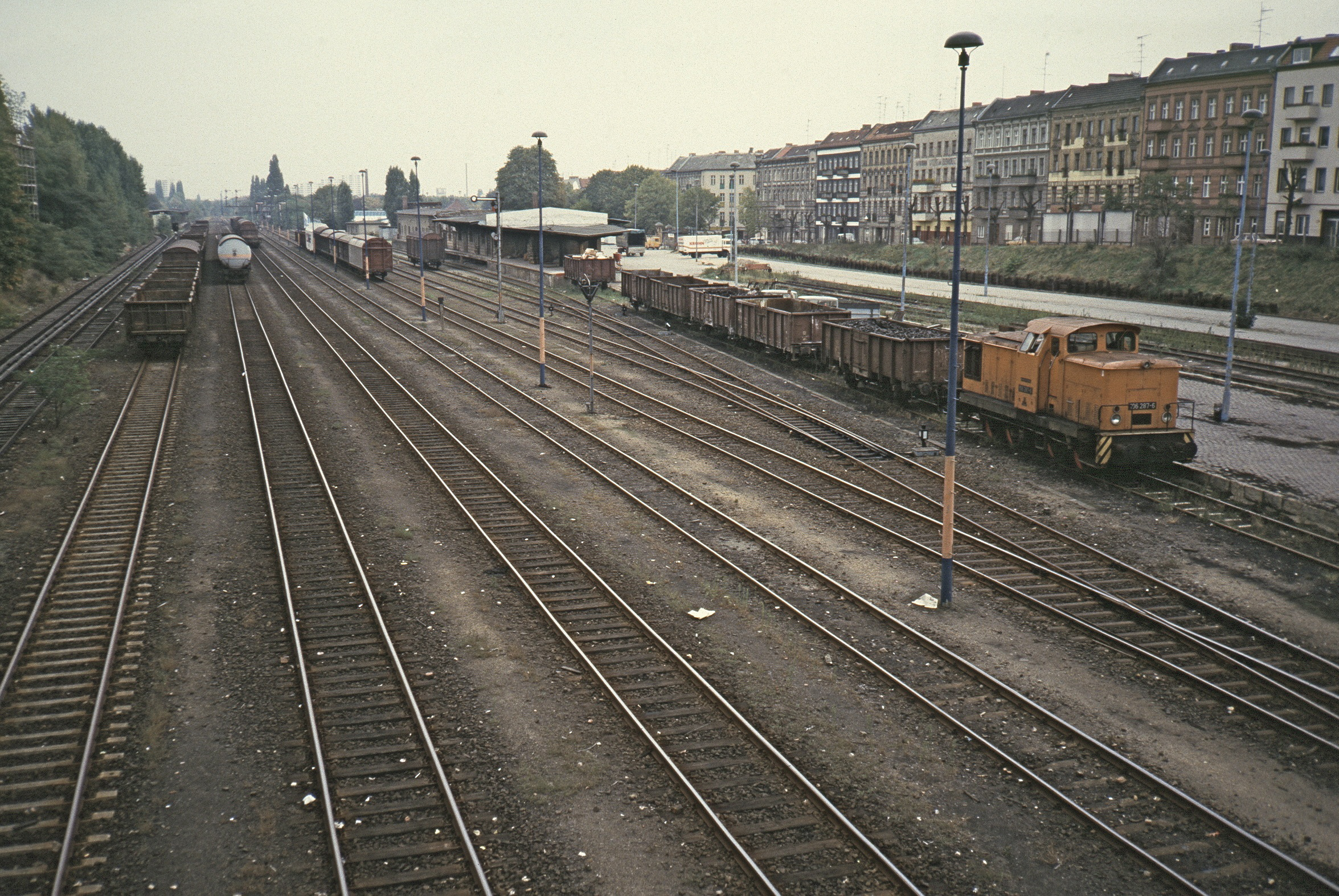
노이쾰른 화물역, 1986년

S반 운행이 열차선에서 분리되면서 열차선상에는 화물역이 설치되었다. 역 선로는 본선과 교행선으로 구성되어 있으며, 화물측선이 4선 설치되어 있다. 과거의 화물 야적장은 철거되어 있다. 화물역 서쪽은 헤르만슈트라세역에서 분기되는 노이쾰른-미텐발데 철도와 연결되어 있다.

## 도시 철도
1930년 12월 21일 베를린 지하철 노선이 순환선상의 노이쾰른역과 연결되었다. 1920년대에 남북 도시철도 노선이 여러 단계로 나뉘어서 남쪽으로 연장되었으며, 각각 템펠호프와 노이쾰른 방면으로 연결되었다. 1924년에는 노이쾰른 방면 분기선이 메링담역-쥐트슈테른역까지 연장되었고, 1926년 카를마르크스슈트라세역까지 연장되었다. 당시에도 그렌츠알레 방면 연장이 계획 중이었으며, 네트워크 효과를 증대시키기 위해서 순환선과의 환승역을 포함하는 그렌츠알레역까지의 구간을 개통하기로 했다.
지하철 역사는 알프레드 그레난데르가 설계했다. 지상 대합실과 마찬가지로 신즉물주의 사조로 설계되었다. 역 주요 색상은 밝은 노란색이며, 역사 외벽과 기둥에 사용되었다. 세계수도 게르마니아 계획에는 노이쾰른 방면 지하철 노선의 연장도 포함되어 있었으나 제2차 세계 대전으로 실현되지 못했다. 전쟁 중인 1944년 4월 1일에는 헨셸의 무기 제조에 지하 터널을 사용하기로 하면서 이 역의 열차 운행이 중단되었고, 1945년에는 전 노선 운행이 중단되었다. 1945년 7월 26일 그렌츠알레역까지의 지하철 운행이 복구되었다.
베를린 S반의 운영을 동독이 담당하면서 서베를린에서는 보이콧이 진행되었고, 이에 따라서 과거의 역명이었던 노이쾰른(쥐트링)(Neukölln (Südring))에서 S반 순환선과의 연계를 상징하는 부역명 쥐트링을 삭제했다.
독일의 재통일 이후에는 S반 운영이 정상화되면서 1992년 5월 31일에는 삭제된 부역명이었던 쥐트링이 복구되었다.1987년에서는 노이쾰른 구의회에서 릭스도르프역으로의 이름 변경안을 의결했으나 베를린 시와 BVG에는 도달하지 못했다.
2001년에는 개보수 공사가 진행되었고, 역사의 원형이 복구되었다. 이 과정에서 엘리베이터가 설치되었다.

## 인접 철도역
| 베를린 S반                                    | 베를린 S반 | 베를린 S반                               |
| --------------------------------------------- | ---------- | ---------------------------------------- |
| 조넨알레 반시계방향 순환                      | S41 · S42  | 헤르만슈트라세 시계방향 순환             |
| 헤르만슈트라세 쥐트크로이츠 방면              | S45        | 쾰니셰 하이데 BER 공항 방면              |
| 헤르만슈트라세 베스트엔트 방면                | S46        | 쾰니셰 하이데 쾨니히스 부스터하우젠 방면 |
| 헤르만슈트라세 방면                           | S47        | 쾰니셰 하이데 슈핀들러스펠트 방면        |
| 베를린 지하철                                 |            |                                          |
| 카를마르크스슈트라세 라트하우스 슈판다우 방면 | U7         | 그렌츠알레 루도 방면                     |

## 참고 문헌
- A. B. Gottwaldt, S. Nowak: Berliner Bahnhöfe, einst und jetzt. Düsseldorf 1991. ISBN 3-87094-342-4.
- Jürgen Meyer-Kronthaler, Wolfgang Kramer: Berlins S-Bahnhöfe – Ein dreiviertel Jahrhundert. be.bra, Berlin 1998. ISBN 3-930863-25-1.
- Jürgen Meyer-Kronthaler: Berlins U-Bahnhöfe – Die ersten hundert Jahre. be.bra, Berlin 1996. ISBN 3-930863-16-2.